# 유하준
유하준(1979년 1월 30일 ~ )는 대한민국의 배우이다. 용인대학교 연극학과 졸업 이후 2003년 영화 '써클'로 데뷔, '하류인생' '중천'에 출연했으며, 드라마 '어느 멋진 날'에 출연하였다.

## 출신 학교
- 용인대학교 연극과

## 출연 작품

### 영화
- 2003년 《써클》 ... 박수사관 역
- 2004년 《하류인생》 ... 박승문 역
- 2006년 《중천》 ... 웅걸 역
- 2008년 《비스티 보이즈》 ... 원태 역
- 2008년 《여기보다 어딘가에》 ... 동호 역
- 2011년 《적과의 동침》 ... 인민군 소대장 역
- 2011년 《시선 너머》 ... 박무영 역
- 2011년 《의뢰인》 ... 감식반 역
- 2014년 《나의 사랑 나의 신부》 ... 최성우 역
- 2015년 《덫: 치명적인 유혹》 ... 정민 역
- 2017년 《프리즌》 ... 용철 역
- 2020년 《오케이! 마담》 ... 김하림 역

### 드라마
- 2006년 MBC 수목미니시리즈 《어느 멋진 날》 ... 박태원 역
- 2007년 KBS 단막극 《드라마시티 - GOD》 ... 김우진 역
- 2009년 KBS 수목드라마 《그저 바라보다가》 ... 특별출연
- 2011년 KBS 특별기획 드라마 《공주의 남자》 ... 임웅 역
- 2012년 SBS 대기획 《대풍수》 ... 신돈 역
- 2013년 SBS 아침드라마 《당신의 여자》 ... 지현우 역
- 2014년 tvN 월화드라마 《로맨스가 필요해 3》 ... 안민석 역
- 2015년 SBS 특집드라마 《나의 판타스틱한 장례식》 ... 유세호 역
- 2018년 OCN 월화드라마 《쇼트》 ... 손승태 역
- 2019년 OCN 주말드라마 《왓쳐》 ... 오상도 역
- 2020년 tvN 월화드라마 《낮과 밤》 ... 김민재 역 - 오정환의 수행원.

### 방송
- 아드레날린 시즌 1(2012년, XTM)